# Fritiof Molander
Josef Fritiof Molander, nació el 25 de febrero de 1873 en Gotemburgo, murió allí el 18 de abril de 1960, era un fisioterapeuta sueco.
Fritiof Molander era el hijo del lutier de órganos Salomon Molander. Después de graduarse en Uppsala en 1893, estudió medicina en la Universidad de Uppsala 1893-1897, se graduó en el Instituto Central de Gimnasia de Estocolmo en 1900 y se convirtió en teniente de la reserva de salvavidas de Svea en 1901.
Practicó como fisioterapeuta durante el invierno en Hastings 1900 –1905 y durante los veranos en Marienbad 1903–1905. Desde 1905, fue dueño de su propio instituto de gimnasia en París, que se convirtió en un lugar de reunión para muchas de las gimnastas suecas en París y el lugar de muchos de los congresos de la Asociación Sueca de Fisioterapia.
Durante la Primera Guerra Mundial, Molander se desempeñó como jefe del departamento de fisioterapia en el Hospital de Guerra Sueco para Soldados Heridos en París y luego, durante muchos años, fue jefe del departamento correspondiente en el Hospital Americano allí.
Molander fue desde 1920 secretario de la Sociedad Sueca de Fisioterapia Ling. Ocupó varios puestos de confianza dentro de la colonia sueca en París. A través de sus extensas actividades de fisioterapia con una clientela internacional, significó mucho para la difusión de la gimnasia lingual, especialmente en Francia, y entrenó a un gran número de asistentes en la forma de gimnasia en su instituto.